# Gheorghe Cantacuzino-Grănicerul

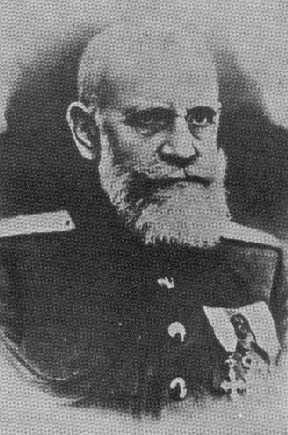
Gheorghe Cantacuzino-Grănicerul

Gheorghe (Zizi Cantacuzino-Grănicerul (Parijs, 25 december 1869 - 9 december 1937), was een Roemeens militair en politicus.

## Levensloop
Zijn vader was I.G. Cantacuzino, een prominent lid van de adellijke bojarenfamilie Cantacuzino familie. Hij studeerde aan de lycea Fontenay-aux-Roses (Frankrijk) en Sfântul Gheorghe (Franța, Roemenië). In 1883 begon hij zijn studie aan de Militaire Academie van Croiova en in 1890 aan de Infanterie School van Boekarest. In 1892 studeerde hij af.
Gheorghe Cantacuzino-Grănicerul was in 1910 chef van het kabinet van de minister van Oorlog, Nicolae Filipescu. Hij onderscheidde zich tijdens de Balkanoorlogen (1912-1913) en werd in 1914 bevorderd tot luitenant-kolonel. Tijdens de Eerste Wereldoorlog nam hij deel aan diverse campagnes en werd bevorderd tot kolonel, bovendien werd hij onderscheiden met de Medaille van Michaël de Dappere. Na de Vrede van Boekarest (1918) met de Centrale mogendheden werd hij op non-actief gesteld en in december 1918, aan het einde van de Eerste Wereldoorlog bevorderd tot generaal.

### Fractievoorzitter van de Alles voor het Land Partij
Gheorge Cantacuzino-Grănicerul verwierf na de Eerste Wereldoorlog bekendheid vanwege zijn heldhaftige optreden tijdens de oorlog. In politiek opzicht stond hij bekend als extreemrechts. Hij werd in het voorjaar van 1935 voorzitter van de Alles voor het Land Partij (Totul pentru Țară), de politieke tak van de fascistische IJzeren Garde (Garda de Fier) van Corneliu Zelea Codreanu en werd alszodanig in het Roemeense parlement gekozen en trad op als fractievoorzitter. In november 1936 werd hij aangesteld tot commandant van een Roemeens Legioen dat aan de zijde van generaal Franco's nationalisten tijdens de Spaanse Burgeroorlog tegen de republikeinen streed.

Hij bekende betrokken te zijn geweest bij de moord op Mihai Stelescu in 1936.
Gheorghe Cantacuzino-Grănicerul overleed op 67-jarige leeftijd.